# Championnat de Tunisie de football 1996-1997
Navigation
Saison précédente Saison suivante
La saison 1996-1997 du Championnat de Tunisie de football était la 42e édition de la première division tunisienne à poule unique, la Ligue Professionnelle 1. Les quatorze meilleurs clubs tunisiens jouent les uns contre les autres à deux reprises durant la saison, à domicile et à l'extérieur. En fin de saison, les deux derniers du classement sont relégués et remplacés par les deux meilleurs clubs de Ligue Professionnelle 2.
C'est l'Étoile sportive du Sahel qui remporte le 7e titre de son histoire en terminant en tête du classement, avec 3 points d'avance sur l'Espérance sportive de Tunis - vainqueur de la Coupe de Tunisie et 19 sur le CS sfaxien. Le tenant du titre, le Club Africain, ne finit qu'à la 5e place, à 23 points de l'Étoile du Sahel, qui vit une saison faste. En effet, durant la saison, le club arrive en finale de la Coupe de la CAF 1996 et enchaînera après ce titre national en gagnant la Coupe des Coupes 1997.

## Les 14 clubs participants
| - CA Bizerte - Stade soussien - Promu de LP2 - Club africain - Espérance sportive de Tunis - Étoile sportive du Sahel - Océano Club de Kerkennah - Promu de LP2 - Avenir sportif de La Marsa | - Club olympique des transports - Stade tunisien - CS sfaxien - Espérance sportive de Zarzis - Jeunesse sportive kairouanaise - Olympique de Béja - Olympique du Kef |

## Compétition

### Classement
Le barème de points servant à établir le classement se décompose ainsi :
- Victoire : 3 points
- Match nul : 1 point
- Défaite : 0 point

| Rang | Équipe                             | Pts | J  | G  | N  | P  | Bp | Bc | Diff |
| ---- | ---------------------------------- | --- | -- | -- | -- | -- | -- | -- | ---- |
| 1    | Étoile sportive du Sahel C2        | 64  | 26 | 20 | 4  | 2  | 45 | 16 | +29  |
| 2    | Espérance sportive de Tunis 'C' C3 | 61  | 26 | 18 | 7  | 1  | 53 | 15 | +38  |
| 3    | CS sfaxien                         | 45  | 26 | 13 | 6  | 7  | 27 | 19 | +8   |
| 4    | CA Bizerte                         | 43  | 26 | 11 | 10 | 5  | 25 | 16 | +9   |
| 5    | Club AfricainT                     | 41  | 26 | 11 | 8  | 7  | 34 | 27 | +7   |
| 6    | Olympique de Béja                  | 37  | 26 | 10 | 7  | 9  | 38 | 30 | +8   |
| 7    | Avenir sportif de La Marsa         | 37  | 26 | 10 | 7  | 9  | 28 | 23 | +5   |
| 8    | Stade tunisien                     | 34  | 26 | 8  | 10 | 8  | 28 | 30 | -2   |
| 9    | Jeunesse sportive kairouanaise     | 31  | 26 | 7  | 10 | 9  | 22 | 26 | -4   |
| 10   | Olympique du Kef                   | 28  | 26 | 6  | 10 | 10 | 25 | 39 | -14  |
| 11   | Espérance sportive de Zarzis       | 26  | 26 | 6  | 8  | 12 | 17 | 26 | -9   |
| 12   | Club olympique des transports      | 20  | 26 | 4  | 8  | 14 | 23 | 49 | -26  |
| 13   | Océano Club de KerkennahP          | 14  | 26 | 3  | 5  | 18 | 13 | 37 | -24  |
| 14   | Stade soussienP                    | 11  | 26 | 1  | 8  | 17 | 24 | 49 | -25  |

|  | Qualification pour la Ligue des champions 1998 |
|  | Qualification pour la Coupe des Coupes 1998 |
|  | Qualification pour la Coupe de la CAF 1998 |
|  | Relégation directe en deuxième division |
|  | T : Tenant du titre C : Vainqueur de la Coupe de Tunisie P : Club promu de deuxième division C2 : Vainqueur de la Coupe des Coupes 1997 C3 : Vainqueur de la Coupe de la CAF 1997 |

## Bilan de la saison
| Championnat de Tunisie de football 1996-1997 |                                     |
| Champion                                     | Étoile sportive du Sahel (7e titre) |
| Coupes et trophées                           |                                     |
| Vainqueur de la Coupe de Tunisie 1996-1997   | Espérance sportive de Tunis         |
| Qualifications continentales                 |                                     |
| Ligue des champions 1998                     | Étoile sportive du Sahel            |
| Coupe des Coupes 1998                        | Espérance sportive de Tunis         |
| Coupe de la CAF 1998                         | CS sfaxien                          |
| Promotions et relégations                    |                                     |
| Promus en Ligue Professionnelle 1            | Club Sportif de Hammam-Lif          |
| Promus en Ligue Professionnelle 1            | Club olympique de Médenine          |
| Relégués en Ligue Professionnelle 2          | Stade soussien                      |
| Relégués en Ligue Professionnelle 2          | Océano Club de Kerkennah            |